# Монгольская операция
Монгольская операция — серия боёв в мае-августе 1921 года между советскими, революционными монгольскими и дальневосточными войсками, с одной стороны, и Азиатской конной дивизией генерал-лейтенанта Р. Ф. Унгерн-Штернберга и монгольскими войсками Богдо-гэгэна, с другой. Действия советских и революционных монгольских войск привели к изгнанию Азиатской дивизии из Монголии и установлению власти Монгольской Народной (позже Народно-революционной) партии.

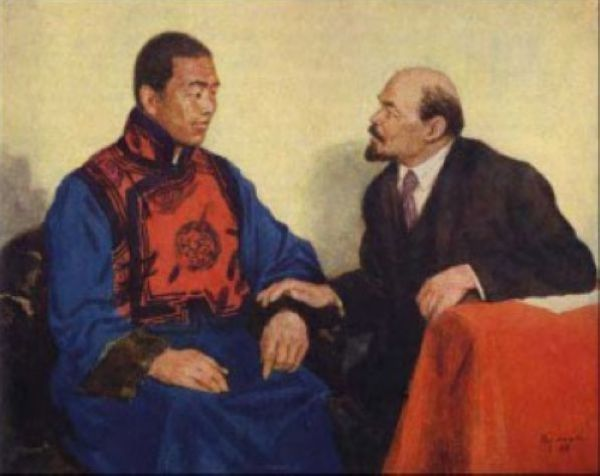
Сухэ-Батор встречается с Лениным, плакат РКП(б)

## Предыстория
В октябре 1920 года белая Азиатская конная дивизия под командованием генерал-майора Р. Ф. Унгерн-Штернберга вторглась в оккупированную китайцами Монголию из Даурии, планируя выйти в Бурятию в тыл красных войск.
Арестованный китайцами монгольский монарх Богдо-гэгэн VIII несколько раз обращался к Унгерну с просьбой об изгнании китайцев из Урги. В начале февраля 1921 года после тяжёлого боя белые выбили китайские войска из Урги и заняли город, восстановив независимость Монголии. Весной 1921 года Унгерн и другие белогвардейцы разработали план по ликвидации Советской власти в Сибири вооруженным путём (известный в белогвардейской среде как «Поход на Русь»).

### Монгольская народная революция
Ещё в период китайской оккупации в Урге появилось две революционных группы. Одной из них, выступавшей за вооружённое восстание, руководили Дамдин Сухэ-Батор и Солийн Данзан, вторую, настроенную на политическое завоевание власти, возглавляли Хорлогийн Чойбалсан и Догсомын Бодоо. По рекомендации Коминтерна, обе группы были объединены, и на состоявшемся в марте 1920 года в Иркутске съезде была создана Монгольская народно-революционная партия.  Ещё в 1918 и 1919 годы Советское правительство денонсировало договоры с Японией и Китаем. Это позволило оказывать большую поддержку монгольским революционерам. 1-3 марта 1921 в Кяхте состоялся I съезд МНРП. 13 марта вновь избранный ЦК партии сформировал новое Народное Временное правительство Монголии.

## 1-й период операции (май-июнь 1921)
В мае 1921 года Азиатская конная дивизия напала на пограничные войска Дальневосточной Республики. 26 мая бригада генерала Б. П. Резухина атаковала и разбила отряд красных из 250—300 человек, проникший на монгольскую территорию у границы. Отсюда бригада перешла границу, двинулась в сторону станицы Желтуринской, к 7 июня продвинулась севернее Билютая, затем, не имея связи с бригадой Р. Ф. Унгерна, под ударами красных отступила в Монголию. Бригада Унгерна с отрядами белых монголов двигалась по реке Селенге в сторону города Троицкосавска. 13 июня бригада была разбита совместными действиями 35-й дивизии 5-й Красной Армии (командующий М. С. Матиясевич), НРА ДВР и МНА и отошла в Монголию.

## 2-й период операции (июнь-август 1921)
В мае по просьбе Временного народного правительства Монголии советское командование приступило к подготовке наступления с целью ликвидации войск белогвардейцев и монгольских феодалов. Был сформирован экспедиционный корпус 5-й армии (командующий К. А. Нейман). 27 июня экспедиционный корпус 5-й армии, НРА ДВР и МНРА (командующий Сухэ-Батор) начали наступление в Монголию. 6 июля красные вошли в Ургу, оставленную белыми. К этому времени бригады Резухина и Унгерна и войска монгольских феодалов соединились, провели перегруппировку в районе Ахай-гун-хурэ на реке Селенга и вновь двинулись на советскую территорию. 18—21 июля экспедиционный корпус и МНА вели ожесточённые бои с белыми, но последним, благодаря подвижности конницы, удалось от них оторваться. 24 июля войска белогвардейцев и монгольских феодалов снова проникли на советскую территорию в район севернее озера Гусиное, но 3 августа, узнав о приближении превосходящих сил красных, начали отход. Унгерн собирался продолжать войну с красными, а большая часть белогвардейцев хотела уйти в Маньчжурию. В Азиатской дивизии произошёл мятеж, в результате которого 18 августа был убит Резухин, а 20 августа захвачен красными партизанами Унгерн. Большая часть дивизии двумя бригадами сумела уйти за границу — в город Хайлар.

## Последствия операции
В итоге операции был взят в плен барон Унгерн, разгромлены белые русские и монгольские войска, ликвидирована власть монархического правительства Богдо-гэгэна и установлена власть Временного народного правительства.